# Bundesstraße 204
Die Bundesstraße 204 (Abkürzung: B 204) war eine Bundesstraße in Schleswig-Holstein. Sie ist 2016 durch die Bundesautobahn 23 ersetzt worden. Ursprünglich stellte die B 204 eine Abkürzung der Bundesstraße 5 zwischen Itzehoe und Heide dar.

## Geschichte
Die Bundesstraße 204 führte ursprünglich von Itzehoe über Hanerau-Hademarschen und Albersdorf bis Heide. Diese Landstraße wurde um 1937 zur Reichsstraße 204 erhoben.
Die ersten Straßen von Albersdorf nach Heide und Meldorf wurden 1852–1854 erbaut. Die Landstraße von Itzehoe nach Hanerau wurde 1863 erbaut. Nach dem Bau des Nord-Ostsee-Kanals wurde 1892 die Grünentaler Hochbrücke als kombinierte Straßen- und Eisenbahnbrücke zwischen Albersdorf und Hanerau-Hademarschen errichtet.
1986 wurde die alte Grünentaler Hochbrücke abgerissen und durch eine nördlich davon gelegene gleichnamige Brücke mit getrennten Fahrspuren und Eisenbahntrasse ersetzt.